# Elorg
Elorg（エルログ・エローグ、ロシア語：Элорг）とは1971から1991年まではソビエト連邦でコンピュータのハードウェアとソフトウェアを含む消費財の輸出入に携わるソビエトの国有企業であり、1991から2005年までは民間だったロシアの企業。正式名称はエレクトロノルグテクニカ(ロシア語正式名：Электроноргтехника、Elektronorgtechnica)である。

## 歴史

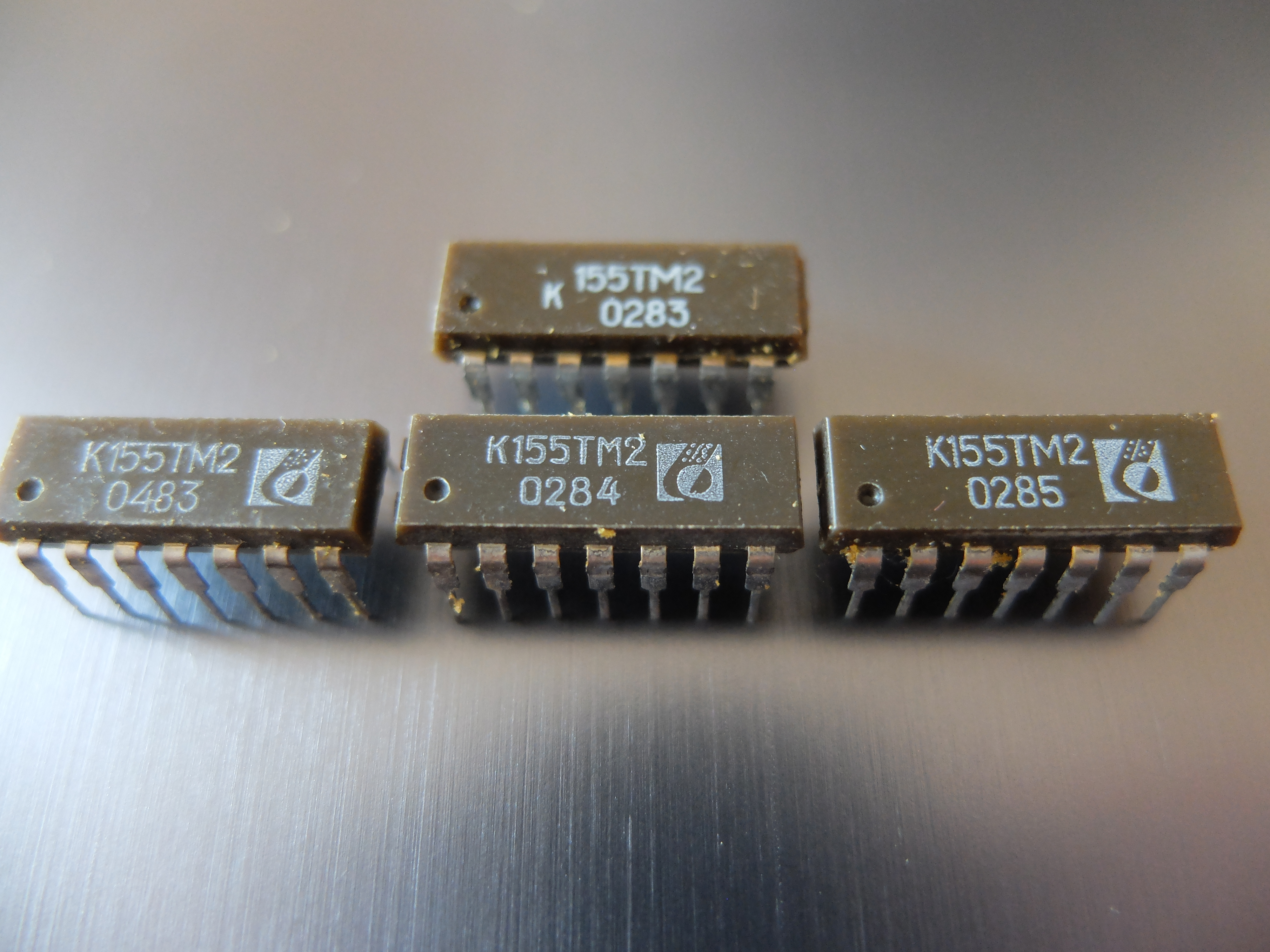
Микросхема К155ТМ2 - 2 D-триггера ― Elorg社製輸出製品

1971年から1989年までElorgはソビエト外国貿易省の管理下にあった。 Elorgはソビエト製電卓、特にエレクトロニカのブランド名で電卓を輸出していたАгатを初めとするコンピュータも輸出していた。 1971年の「IBM System / 360 Model 50」を皮切りに、IBMのコンピュータをソビエトに輸入した。
ソビエト時代には«Элорг информирует»という会社独自の定期刊行物もあった。
1991年、Elorgニコライ・ベリコフによって民営化され、同社の取締役となった。 2005年1月、Elorgの資産や保有する権利は1千5百万ドルでザ・テトリス・カンパニーに売却された。 

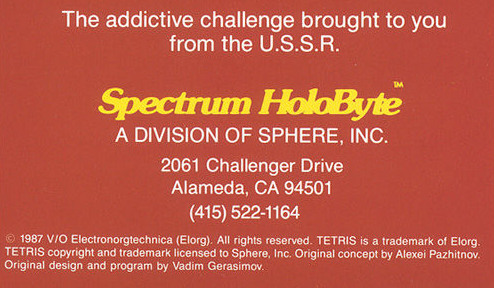
著作権表示 テトリスゲームエディション 1987年

### テトリス
Elorgはコンピュータゲームの「テトリス」や姉妹作品である「ハットリス」の著作権・ゲームシステム・ロゴタイプなどの権利（ソフト自体はパブリッシャー側が知的財産権を保有）を保有していた。テトリスは、商業活動を直接行うことを禁じられていたソ連科学アカデミーに所属するプログラマーのアレクセイ・パジトノフが1984年に制作したものである。そのため、著作権は国（ソ連側）に帰属し、Elorgが民営化された後は著作権はElorgが保有することになった。混乱した状況は何年も続く法的紛争を引き起こした。
Elorgはテトリスの生みの親であるアレクセイ・パジトノフと長年のビジネスパートナーであるヘンク・ブラウアー・ロジャースが設立したザ・テトリス・カンパニーに吸収合併される形で消滅した。そのため、Elorgは、オリジナル制作者を表す著作権表記のみに留まる形となっている。